# Acinonyx jubatus
O guepardo ou chita (Acinonyx jubatus) é um animal da família dos felídeos (Felidae), ainda que de comportamento atípico, se comparado com outros da mesma família. É a única espécie vivente do gênero Acinonyx. Tendo como habitat a savana, vive na África, península Arábica e no sudoeste da Ásia. Também é conhecido pelos nomes de cheetah, cheetah-africana, lobo-tigre, leopardo-caçador ou onça-africana. Fisicamente, o guepardo ou chita é significativamente parecido com o leopardo. As almofadas das patas da chita têm ranhuras para se moverem melhor em alta velocidade, e sua longa cauda serve para lhe dar estabilidade nas curvas em alta velocidade. Cada chita pode ser identificada pelo padrão exclusivo de anéis existentes em sua cauda, tem uma cabeça pequena e aerodinâmica e uma coluna incrivelmente flexível, são habilidades que ajudam bastante na hora da perseguição.
É um animal predador, preferindo uma estratégia simples: caçar as suas presas através de perseguições a alta velocidade, em vez de táticas como a caça por emboscada ou em grupo, mas por vezes, pode caçar em dupla. Consegue atingir velocidades de 115 km/h, por curtos períodos de cada vez (até 500 metros de corrida), sendo o mais rápido de todos os animais terrestres.

## Etimologia e nomes comuns
O nome do gênero biológico, Acinonyx, significa, em grego, "garras imóveis", já que é o único felídeo que não as consegue retrair por completo, permanecendo visíveis mesmo quando recolhidas ao máximo, sendo usadas para permitir uma maior aderência ao solo enquanto corre, acelera e manobra no terreno, porém, os filhotes conseguem subir em árvores por terem as garras mais finas. O epíteto específico, "jubatus", significa em latim "com juba", e se refere às crinas que as crias da chita apresentam.
A palavra "chita", de som semelhante à palavra inglesa cheetah, deriva da língua hindi chiita que, por seu lado, talvez derive do sânscrito chitraka, que significa "salpicada de manchas". Outras línguas europeias relevantes usam variantes do latim medieval "gatus pardus", ou seja, "gato-pardo": guépard (francês); Gepard (alemão, russo); jachtluipaard (neerlandês); guepardo (português); onza ou leopardo cazador (espanhol); ghepardo (italiano).

## Distribuição geográfica e habitat
Encontram-se guepardos no estado selvagem atualmente em porções da África e Irã ainda que no passado se distribuíssem desde a costa mediterrânea até os mares de Aral e Cáspio chegando a Índia, Afeganistão e Usbequistão. Habitam preferencialmente planícies gramadas abertas, mas também são encontradas em vegetações arbustivas, bosques abertos e semidesertos embora sejam ausentes em florestas tropicais. Uma combinação desses bosques com as planícies abertas é provavelmente o habitat ideal. Também mostram grande adaptação a ambientes áridos. No Monte Quênia, já foram relatadas a até 4.000 metros de altitude.
A maior parte de sua população e de habitats viáveis se concentra no sul e leste da África. A Namíbia, ao sul, concentra a maior população de chitas selvagens com 2000 animais. No total, estima-se que 4.500 animais existam na região sul da África que engloba Angola, Moçambique, Namíbia, Botswana, Malawi, África do Sul, Zâmbia, Zimbábue. Em algumas partes dessa região ocorrem fora de zonas protegidas em fazendas de pecuária, onde grandes predadores como leões e hienas foram extintos, diminuindo a competição.
A região leste da África é outro local de grande concentração da espécie abrigando cerca de 2500 animais e a maior população, com cerca de 710 indivíduos, se concentra na região entre o Serengeti, Masai Mara e Tsavo na divisa da Tanzânia e o Quênia. Menos da metade deles, cerca de 1100, habitam zonas protegidas. E apenas 4 das 15 populações conhecidas da região são maiores que 200 animais. Sabe-se que os guepardos habitam apenas 6% de sua ocorrência histórica, embora outros 18% possam também ser habitados e 63% permanece desconhecido. Em alguns países, como o Sudão e a Somália, a situação é pouco conhecida devido a guerras civis e violência.
Na região noroeste da África existem cerca de 250 guepardos da subespécie A. j. hecki, principalmente na Argélia, Níger, Benin e Burkina Faso. Seu principal refúgio é na Argélia com pouco mais de 50 animais nos parques nacionais Tassili e, especialmente, no Ahaggar. Também foram detectados nas regiões de Tefedest e Eggere. No Níger há registros nas regiões naturais de Aïr, Ténéré e Termit. A região do maciço de Termit e arredores é onde a presença de guepardos foi mais evidenciada ultimamente no Níger, embora a população esteja provavelmente encolhendo e possivelmente não passe de 10 indivíduos atualmente. No Parque Nacional W (divido entre o Níger, Benin e Burkina Faso) acredita-se que haja de 15 a 25 indivíduos. No Benin, os únicos refúgios onde guepardos ainda podem ser encontrados, em pequenas quantidades, são a Reserva da Biosfera de Pendjari, onde há entre 5 e 13 chitas, e obviamente no Parque Nacional W.
Populações de guepardos A. j. hecki ainda podem persistir em Burkina Faso no sudeste do país, embora no passado fosse registrado no nordeste, centro-leste e oeste. São possivelmente presentes também no leste de Mali, no maciço de Adrar dos Ifogas. Em Togo existem indicações de populações bem pequenas nas reservas de Oti-Kéran e Oti-Mandouri e no Parque Nacional Fazao Mafakassa.
Acrescente-se ainda que a área de ocorrência do chita no Irã encontra-se em região remota, próxima à fronteira com o Afeganistão, onde as forças de segurança iranianas tem dificuldade de penetrar devido à presença de gangues que praticam o contrabando e o tráfico de heroína. As chitas preferem habitar biótopos caracterizados pelos espaços abertos, como semi-desertos, pradarias e a savana africana.
Têm uma variabilidade genética geralmente baixa, além de uma contagem de esperma anormalmente alta. Pensa-se que foram obrigadas a um período prolongado de reprodução consanguínea depois de passarem por um evento populacional designado por efeito de gargalo genético. Eles são uma espécie rara e importante, além de serem seres bonitos e rápidos, são muito caçados, principalmente para fazer casacos e tapetes luxuosos com sua pele.

### Na Índia

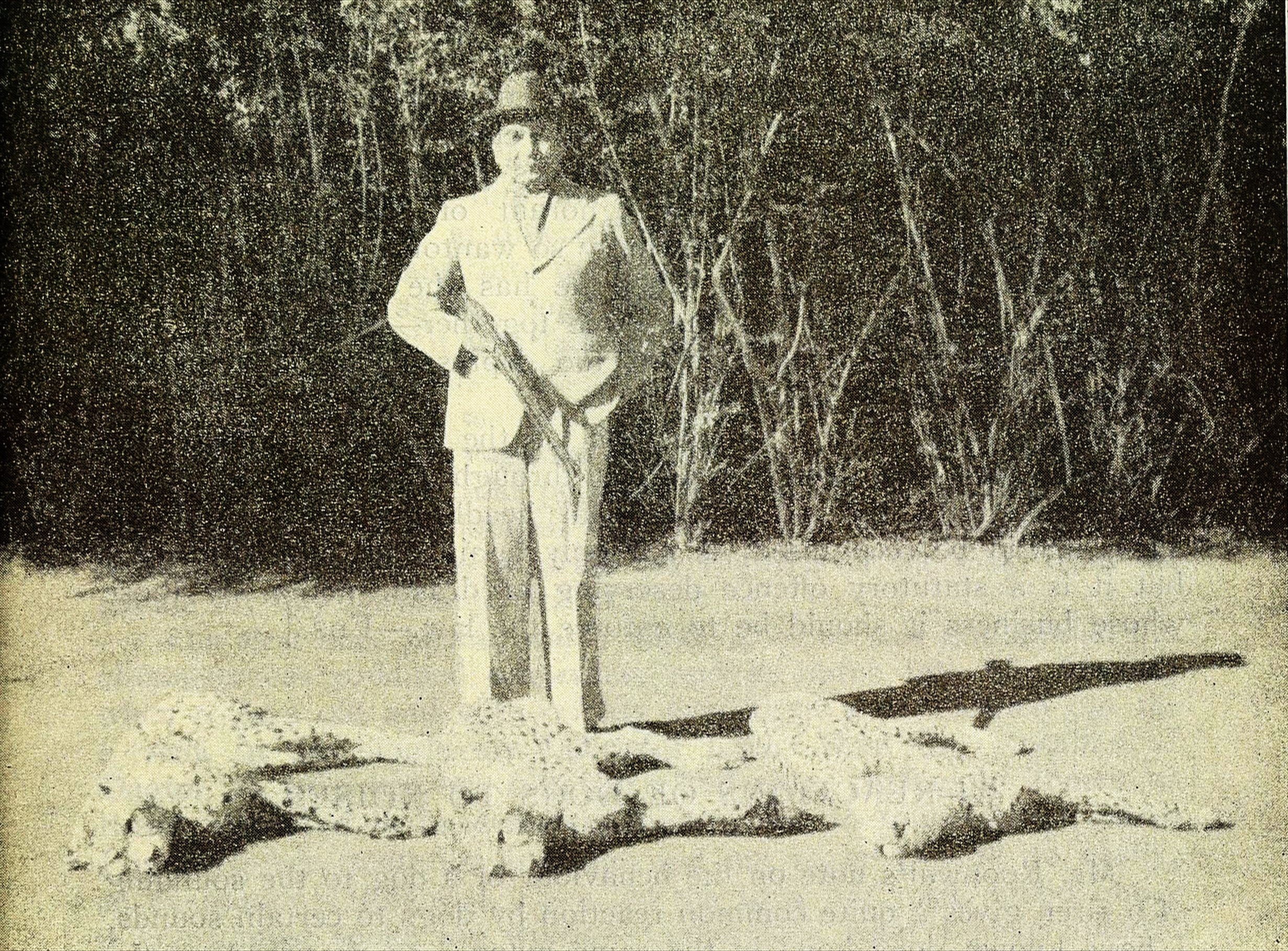
Maharaja Ramanuj Pratap Singh Deo e a sua caça

A Índia acolhia as chitas asiáticas, mas a espécie foi declarada extinta em 1952. Consta que Maharaja Ramanuj Pratap Singh Deo matou os últimos três espécimes no final da década de 1940.
O desaparecimento da chita na Índia é principalmente atribuído aos caçadores, mas também à perda do seu habitat.
Em 2020 o Supremo Tribunal autorizou a sua introdução. Em setembro de 2022, doados pelo governo namibiano, oito felinos (cinco fêmeas e três machos) foram transportados para a Índia num avião de carga especialmente fretado. Após um período de quarentena, os animais forma libertado no Parque Nacional de Kuno, situado a 320 quilómetros a sul de Deli. O plano não correu muito bem e em poucos meses 6 das chitas importados morreram.

## Características

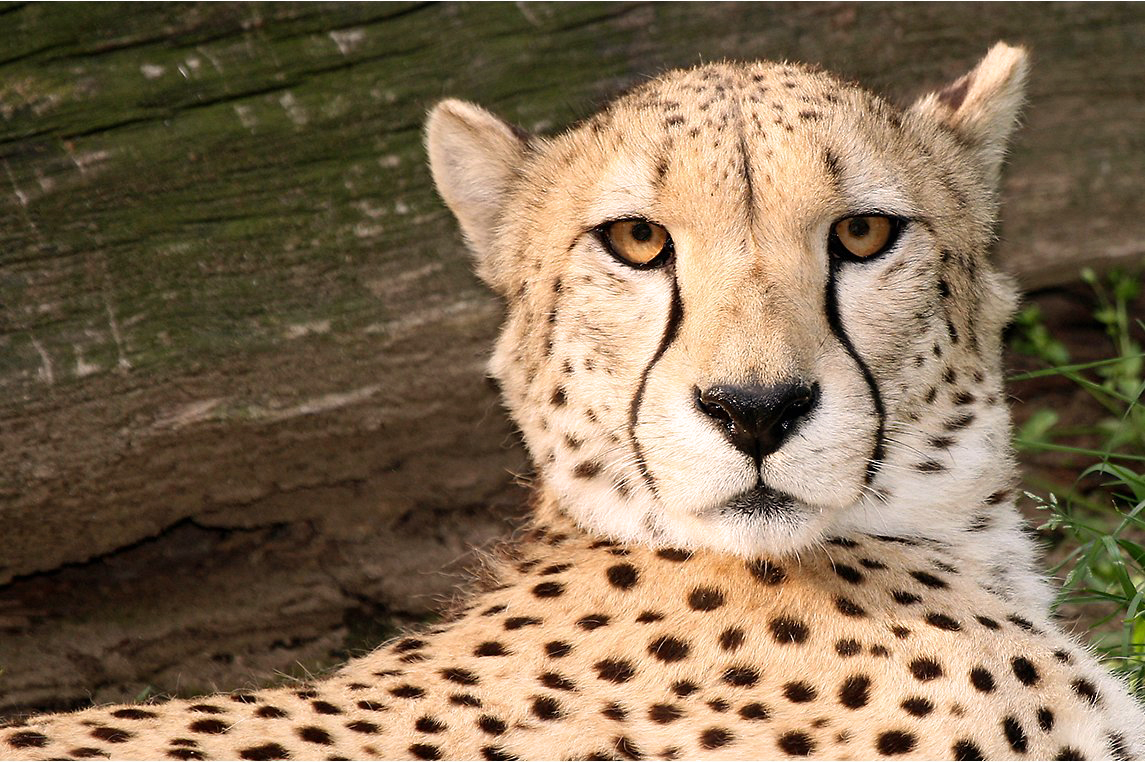
Chitas possuem linhas negras formando um trajeto de lágrimas.

O corpo da chita é esbelto, musculoso e esguio, ainda que de aparência delgada e constituição aparentemente frágil. Tem uma caixa torácica de grande capacidade, um abdômen retraído, uma coluna extremamente flexível além de pernas longas; adaptações para a corrida em alta velocidade. Tem uma cabeça pequena, um focinho curto, olhos posicionados na parte superior da face, narinas largas e orelhas pequenas e arredondadas com uma mancha preta na parte de trás. O seu pelo é amarelado, salpicado de pontos negros arredondados, e na face existem duas linhas negras, de cada lado do focinho, que descem dos olhos até à boca, formando de fato um trajeto de lágrimas. Sua função acredita-se ser para proteger do brilho sol, já que caçam durante a claridade do dia. O guepardo tem um coração relativamente pequeno que bombeia apenas uma pequena quantidade de sangue. Um animal adulto pode pesar entre 28 e 65 kg. O comprimento total do corpo varia de 112 a 150 cm. O comprimento da cauda, usada para equilibrar o corpo do animal durante a corrida, pode variar entre 66 e 84 cm. O guepardo-asiático tem uma cabeça menor do que os seus primos africanos. Suas pernas são mais curtas, sua pelagem mais espessa e seu pescoço é mais poderoso.
Guepardos tem uma alta proporção de fibras musculares temporais que puxam horizontalmente. Isso é compensado com caninos curtos e, portanto, menor abertura das mandíbulas quando uma mordida fatal é realizada. Abertura nasal é limitada em ambos os lados por raízes dos caninos superiores mas dentes menores permitem a abertura alargada. As vias respiratórias têm uma secção transversal larga, particularmente as cavidades nasais e passagens que ligam à faringe e à traqueia. Isso facilita o movimento do ar durante a respiração. Alargamento destas tratos de ligação é uma das principais razões para a pronunciada protuberância do crânio. A caça dos guepardos envolve uma perseguição das presas a alta velocidade e uma mordida na garganta para sufocá-la. Passagens nasais largas e grandes ajudam a aumentar a concentração de oxigênio no sangue durante a sufocamento da presa, permitindo que o guepardo recupere o fôlego após a captura.

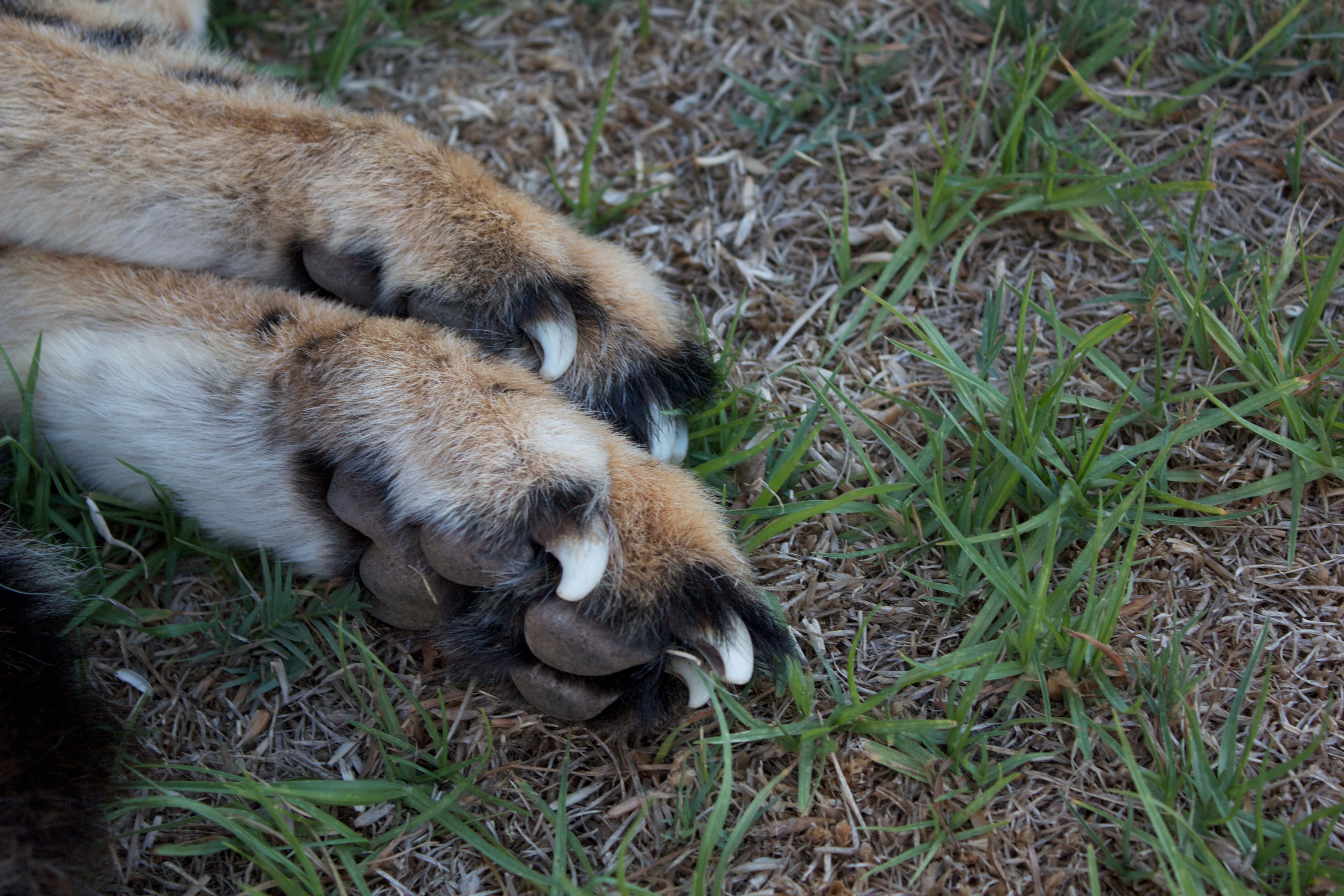
As garras do guepardo são semi-retráteis e servem para ajudar a impulsão

Suas garras são semi-retráteis e servem para aumentar a tração aumentando sua velocidade. Devido ao fato de não retraírem, as garras se parecem mais com a de cachorros do que de felinos. As patas de guepardos são estreitas em comparação com outros gatos. As patas da frente têm quatro dedos e um ergot (5º dedo situado na parte interna das patas, à altura do metacarpo ou metatarso) e as patas traseiras também têm quatro dedos.
Filhotes nascem com uma pelagem longa indo da cabeça ao início da cauda. Isso os faz parecer como ratéis (um animal agressivo) e os camufla na grama alta, os protegendo de leões, hienas e águias. Eles a perdem gradativamente até a adolescência.

### Velocidade
As chitas sempre foram famosas por sua velocidade, mas a velocidade máxima alcançada ainda é controversa. Em distâncias de até 500m ela é grandemente considerada entre 96 e 104 km/h. Em 78 arrancadas na natureza, a velocidade média foi 87 km/h Velocidades de 114, 135 e 145 km/h também já foram relatadas, mas ainda assim são improváveis. Entretanto, é seguro afirmar que em condições ideais e ao nível do chão, ele pode atingir velocidades próximas a 112 km/h.
Em uma certa ocasião, foi relatado um guepardo que correu atrás de sua presa por 640 metros em 20 segundos (medidos com um cronômetro) e 73 metros em aproximadamente dois segundos - 115,2 e 131,4 km/h respectivamente.

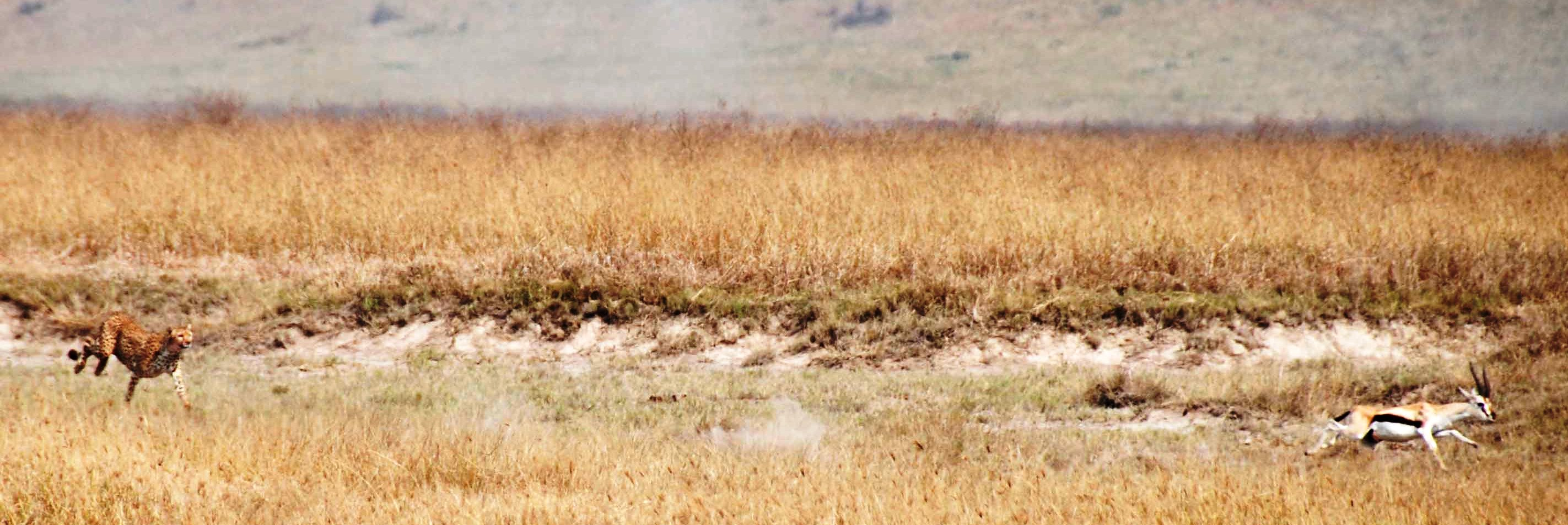
Chita perseguindo gazela-de-thomson na Cratera de Ngorongoro, Tanzânia.

## Comportamento
Com exceção do leão (Panthera leo), o guepardo é considerado o mais sociável dos grandes felinos. Irmãos ficam juntos por cerca de seis meses depois de deixar a mãe e irmãos, muitas vezes, permanecem juntos por toda a vida. No Serengeti, onde a maioria das pesquisas sobre o guepardo foram realizadas, as coalizões masculinas são comuns e em torno de um terço do tempo estas envolvem machos não relacionados. Os benefícios de guepardos machos vivendo em grupos incluem ser capaz de obter e manter territórios, que por sua vez permite um maior acesso às fêmeas. Com exceção de quando têm filhotes, as fêmeas são solitárias e não-territoriais; ocupando grandes áreas de vivência tão grandes quanto 800 km².
O guepardo não forma bandos para caçar como os leões, mas os machos se juntam às vezes para caçar em pequenos grupos, especialmente se nasceram na mesma ninhada, casais também podem usualmente caçar juntos.
O guepardo é um animal muito social, e um dos fatos que comprovam este fato, é que mães e filhotes costumam lamber uns aos outros para retirar terra, grama e pelos soltos. Principalmente depois de refeições, mães e filhotes passam horas lambendo uns aos outros para manter as patas e a face limpos.

### Em relação às fêmeas

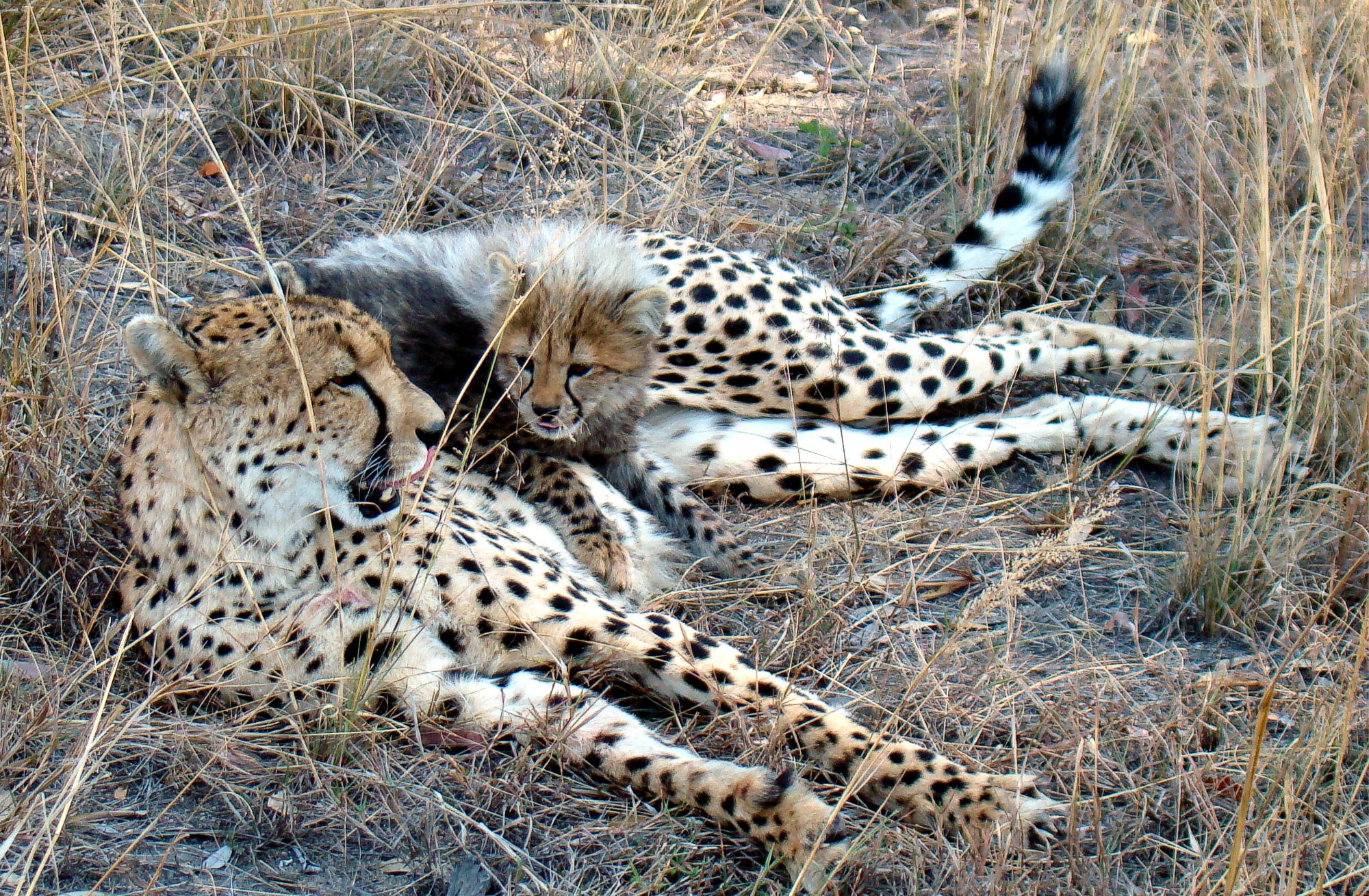
Mãe com o seu filhote

Uma certa análise da genética das chitas, na Tanzânia, África, apontou que as fêmeas da espécie são extremamente "promíscuas". Cientistas das cidades de Londres, Nova Iorque, Arusha e Bangcoc analisaram o DNA coletado de amostras de fezes de cerca de 176 guepardos, ou chitas, e ao longo de um período que durou nove a dez anos no Parque Nacional do Serengeti na África. Foi constatado que 45% de 47 ninhadas continham o DNA de mais de 2 pais. Segundo Dada Gottelli, da Sociedade Zoológica de Londres, isto pode acarretar em diversas doenças aos indivíduos da espécie. Ainda segundo Gottelli, tais estatísticas poderiam ser muito maiores já que a equipe de cientistas não conseguiu analisar mais amostras de fezes já que filhotes de chitas sofrem uma alta taxa de mortalidade nas primeiras semanas de vida, então é difícil pegar amostras de todos eles.

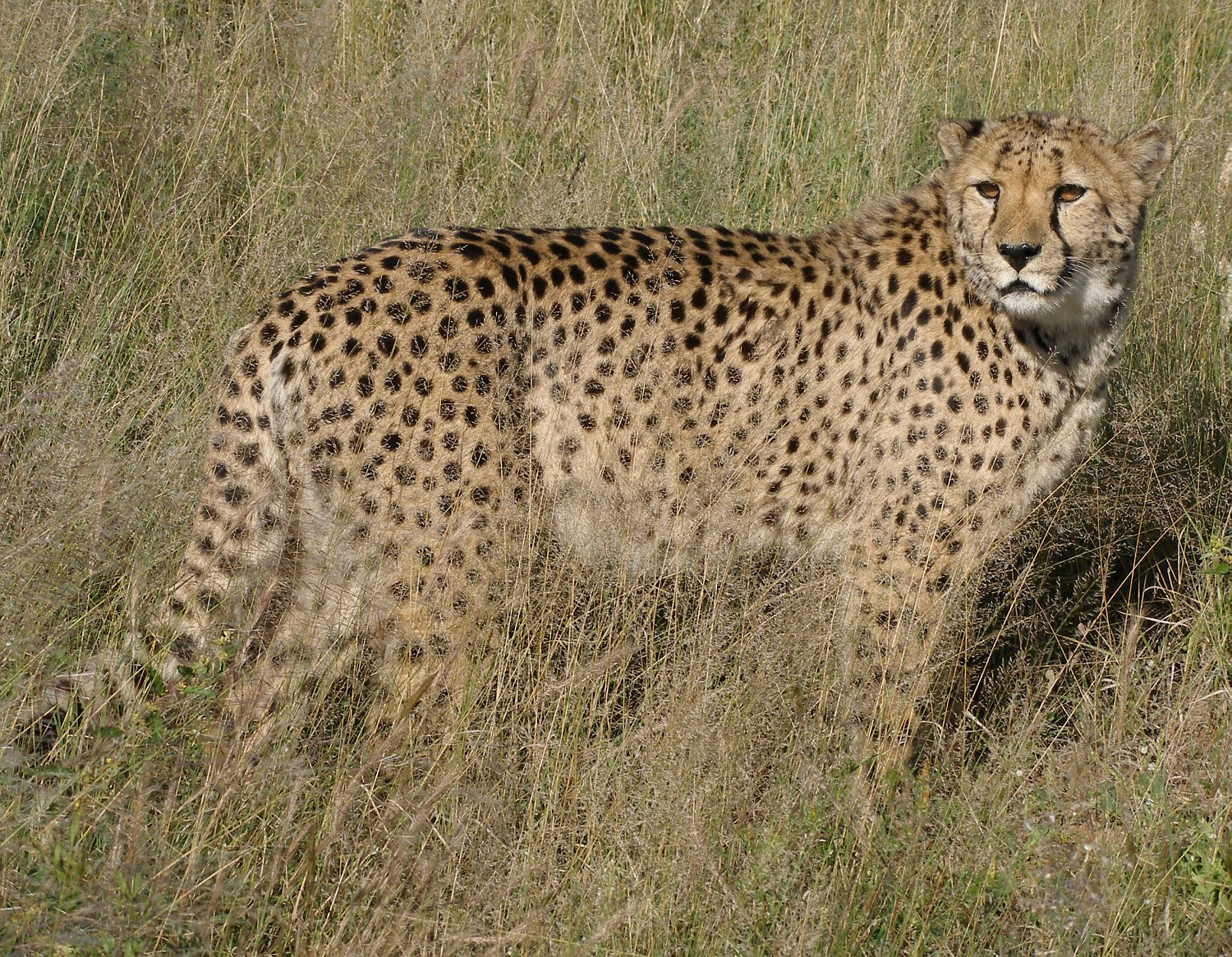
Guepardo em uma reserva africana

O fato de terem ninhadas com o DNA de vários pais assegura a diversidade genética da espécie, que normalmente é baixa. Se os filhotes são mais variados em termos de genética, isso permitirá que eles se adaptem muito bem e se desenvolvam em diferentes circunstâncias na natureza. A altíssima infidelidade entre a maioria de chitas fêmeas, também poderá ajudar a proteger os filhotes do ataque de alguns machos (alguns costumam comer os próprios filhotes se não estiverem vigiados constantemente pela mãe).

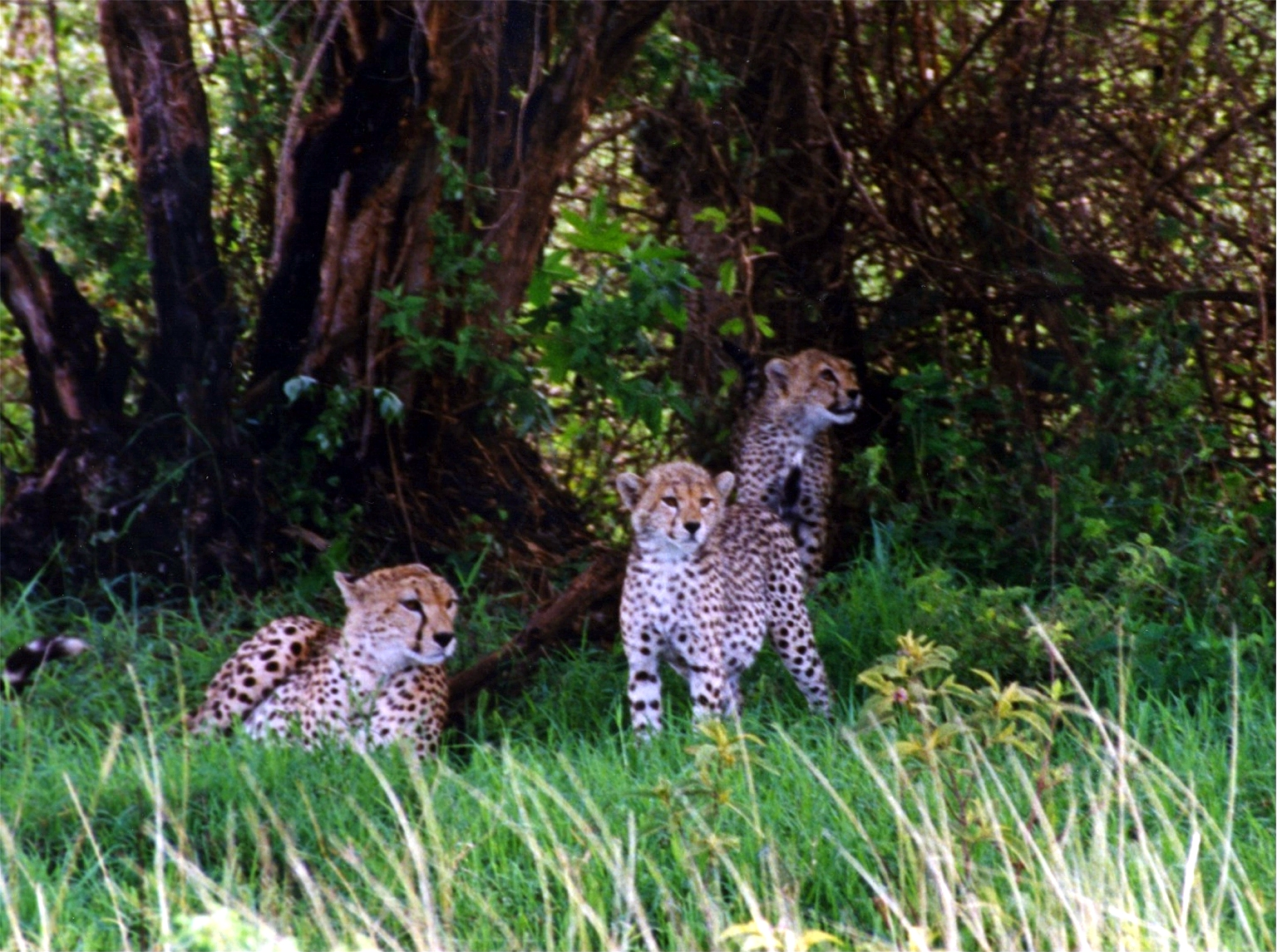
Grupo de guepardos na cratera de Ngorongoro

### Em relação aos machos
Os machos da espécie são muito sociáveis e são preparados para a vida social formando grupos quando jovens. Esses grupos são chamados coligações. Os machos são muito territoriais e o tamanho do território, que também depende dos recursos que estiverem disponíveis, podendo variar de 35 a 160 km². Machos costumam marcar seus territórios urinando em objetos como árvores, troncos e rochas por exemplo e tentam matar qualquer intruso que o mesmo possa expulsar, e as lutas variam de lesões leves até a morte.
Machos de guepardo adotam os filhotes perdidos ou órfãos de outros guepardos e os criam como se fossem seus próprios filhotes, fazendo o papel de pai e mãe. Algo extremamente incomum no reino animal, principalmente entre os guepardos, já que os machos costumam matar seus próprios filhotes, isto se a mãe não estiver sob uma vigília constante. Os guepardos machos são completamente ausentes na criação dos filhotes, ficando com as fêmeas somente na época do acasalamento, o que de certa forma contribui para a relativamente baixa variabilidade genética dos guepardos, já que vários filhotes possuem um mesmo pai.

### Comunicação

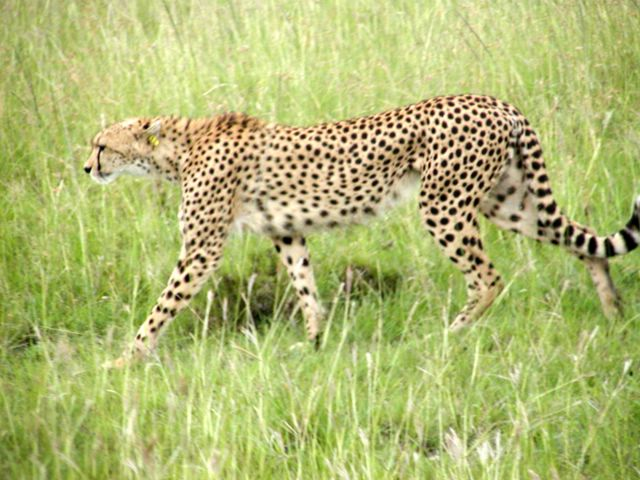
Guepardo no Quénia

O guepardo não pode rugir, ao contrário de outros grandes felinos. Algumas das vocalizações listadas na literatura são:
- Pios ou gorjeios: Quando os guepardos tentam encontrar uns aos outros, ou a mãe tenta localizar as crias, utiliza um chamado de alta frequência. O pios também são feitos pelos filhotes de guepardos quando tentam encontrar a mãe respondendo-a.[17]
- "Gagueira": Esta vocalização é emitida por um guepardo durante encontros sociais. Uma "gagueira" pode ser vista como um convite a outros guepardos, uma expressão de interesse, a incerteza, apaziguamento, ou durante as reuniões com o sexo oposto.
- Rosnado: Acontece quando o guepardo se sente ameaçado, e quer se proteger de algum predador, embora a defesa mais usada pelo guepardo seja correr.
- Ronrono: Acontece quando o animal está contente geralmente em encontros sociais amigáveis quase sempre entre uma mãe e suas crias.[30]
- Vocalizações de hostilidade: inclui uma combinação de rosnados, gemidos e assobios e um "grito" tradicional dos guepardos em sequência que é frequentemente acompanhado por forte uma batida das patas dianteiras no chão.[31]

## Hábitos alimentares e dieta

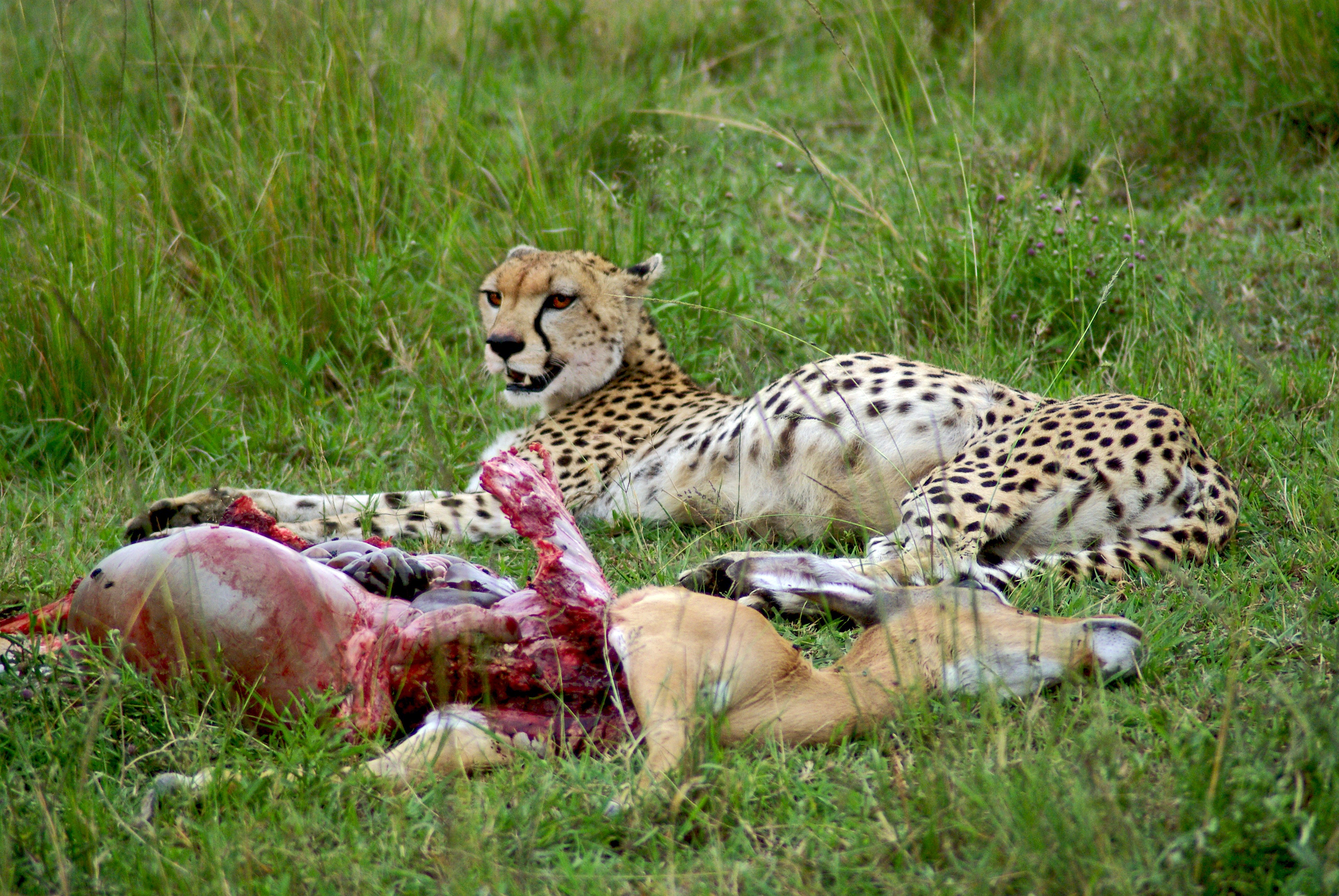
Cheetah comendo um impala

A chita é um animal carnívoro. Alimenta-se essencialmente de mamíferos abaixo dos 40 kg, incluindo gazelas e impalas, filhotes de gnu, lebres, aves e quando tem vontade, pode comer até insetos. A presa é seguida, silenciosa e vagarosamente, numa distância que varia, em média, de dez a trinta metros, até ser atacada de surpresa. A perseguição que se segue dura geralmente menos de um minuto ou um minuto, durando no máximo um minuto e meio, e se a chita falha numa captura rápida, desiste, com o intuito de não gastar energia desnecessariamente, pois seu corpo superaquece, porém, mais da metade dos ataques são vitoriosos, 70% em média, ficando atrás apenas do cão-selvagem-africano, que obtém 80% de sucesso em suas caçadas. Com isso, após a caça, a chita fica exausta, o que facilita a perda da presa capturada para animais como a hiena e o leão por exemplo. Depois que o guepardo pega a presa, leões e hienas percebem o cheiro de carne fresca e vêm disputá-la com o guepardo. Ele, muitas vezes, sai de perto, discretamente, evitando brigas, pois não tem massa muscular comparável a estes outros animais.

## Reprodução
Os machos atingem a maturidade sexual a partir dos dois anos e meio ou três anos. A fêmea, um pouco mais precoce (dois anos) pode gerar de um a oito filhotes, depois de uma gestação de 90 a 95 dias. O desmame ocorre cerca de 3 meses e meio após o parto chegando a 6 meses no máximo e, entre os 14 e 18 meses, abandonam a guarda da mãe para passarem a ter uma vida independente. Ao contrário de outros felinos, as fêmeas não têm um verdadeiro território próprio e demarcado, parecendo, no entanto, evitar a presença das outras. Os machos podem, eventualmente, juntar-se em grupos, especialmente se nasceram na mesma ninhada.  

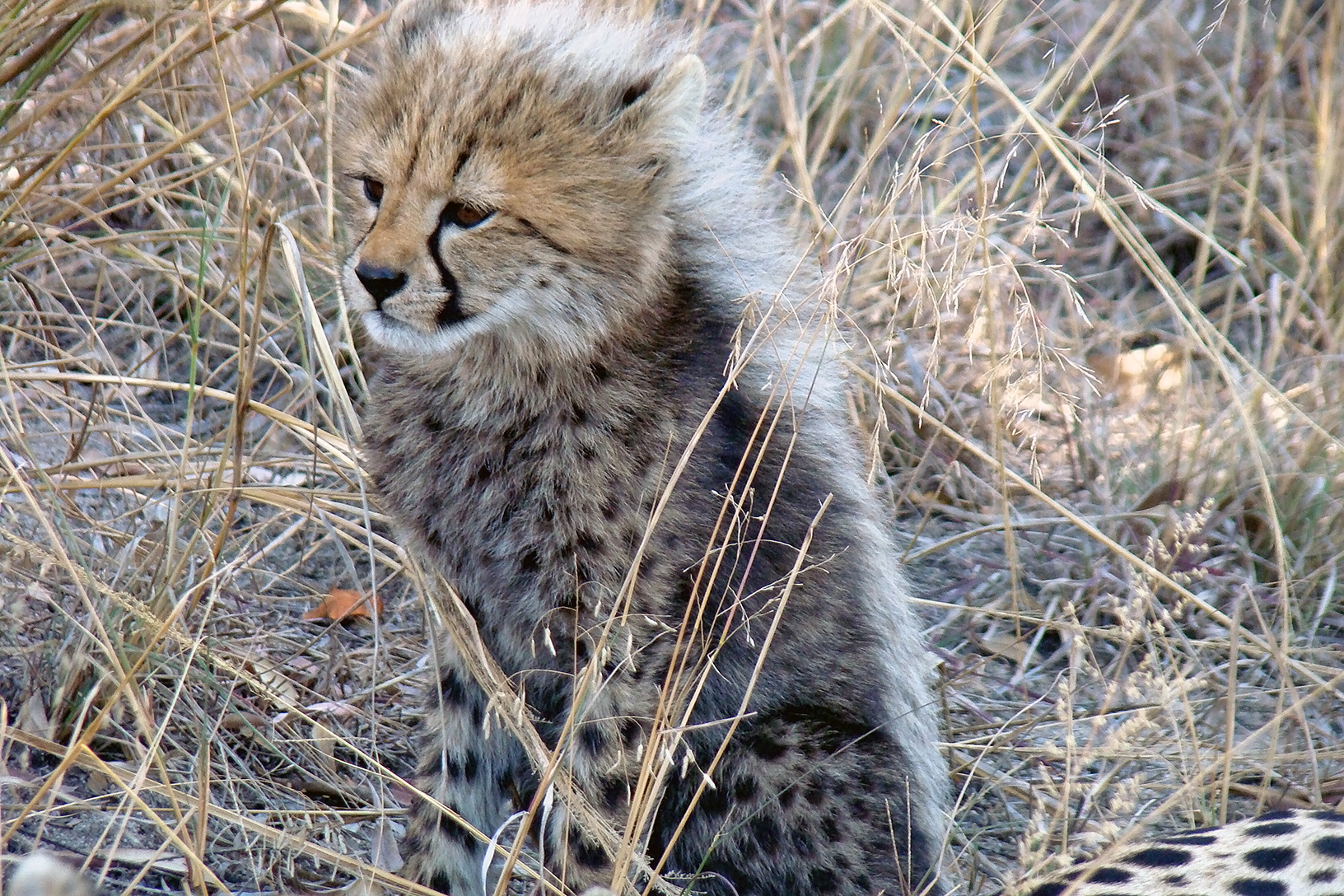
Os filhotes de guepardos nascem com uma pelagem característica sobre suas costas

Os filhotes nascem com um manto cinzento característico. Várias hipóteses sugerem sua função: camuflagem, termorregulagem ou proteger do sol e chuva. Kingdon sugeriu que pode servir para apaziguamento, inibindo a agressão de machos ao imitar o ventre pálido dos adultos. Também pode servir para imitar o ratel (um animal agressivo) e inibir predadores.
Guepardos têm ninhadas maiores que a maioria dos felinos, chegando até 8, mas a média é de 3 ou 4. E é incomum que as fêmeas tenham 12 tetas enquanto outros felinos têm 4 ou 6. As crias podem pesar entre 150 e 300 gramas e nascem cegos, completamente indefesos. Filhotes em cativeiro são um pouco mais pesados ao nascimento. Logo depois de nascer, a mãe aconchega os filhotes perto dela para mantê-los quente. Quando são recém-nascidos, ela os muda de lugar a cada 3 ou 4 dias para protegê-los de predadores, carregando-os pelo pescoço. Os predadores têm menos chance de rastreá-los pelo cheiro se eles não ficarem no mesmo lugar por muito tempo.

Entre 5 e 10 dias, eles abrem os olhos e começam a se aventurar. Sua mãe os chama fazendo gorjeios baixos como um pássaro. Os filhotes respondem com gorjeios agudos e estridentes. Após 3 semanas, eles já conseguem seguir a mãe, mas se escondem enquanto ela caça, já que qualquer barulho atrairia os predadores. Mas apenas com 6 meses eles a acompanham. Eles começam a aprender a caçar quando têm entre 10 e 14 semanas. Nessa época, a mãe traz presas vivas para os filhotes terem oportunidade de pegá-la. Os filhotes jovens derrubam repetidamente a presa, mas raramente a matam. A mãe intervém após alguns minutos e liberta a presa. Mais tarde quando estão entre 4 meses e meio e 6 meses e meio, a mãe solta um terço das capturas e os filhotes já começam a aprender como sufocá-la e com 8 meses já conseguem segurar e matá-la. Entretanto, as habilidades são pobres surpreendentemente até 10 meses depois da introdução a presas vivas.

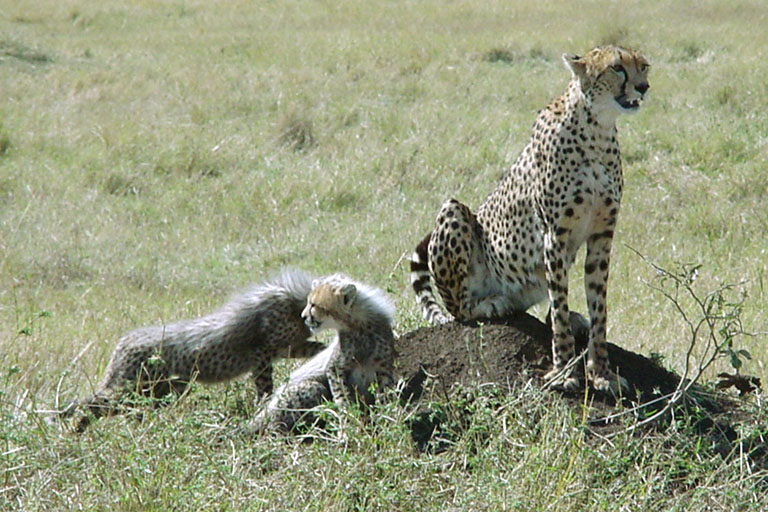
Guepardo fêmea com seus filhotes. Masai Mara, Quênia.

Os guepardos, ou chitas, não se reproduzem bem em cativeiro. Uma das principais preocupações dos guepardos é com os seus filhotes: é muito comum eles serem comidos por felinos mais fortes, como os leões e outros animais, como a hiena por exemplo. Com leões e machos a mãe guepardo tem de distrair o predador em questão chamando a atenção para si enquanto os filhotes fogem para um local mais seguro. A tática é funcional visto que sua habilidade e velocidade favorecem as manobras de esquiva de possíveis ataques do agressor. Quando estão com filhotes jovens, as mães adotam uma tática mais ofensiva com hienas e chacais e também atacam espécies de ungulados normalmente ignoradas, como zebras, gnus e javalis.
A chita pode viver de 14 a 17 anos sob as condições de alimentação e reprodução normais na natureza.

## Classificação

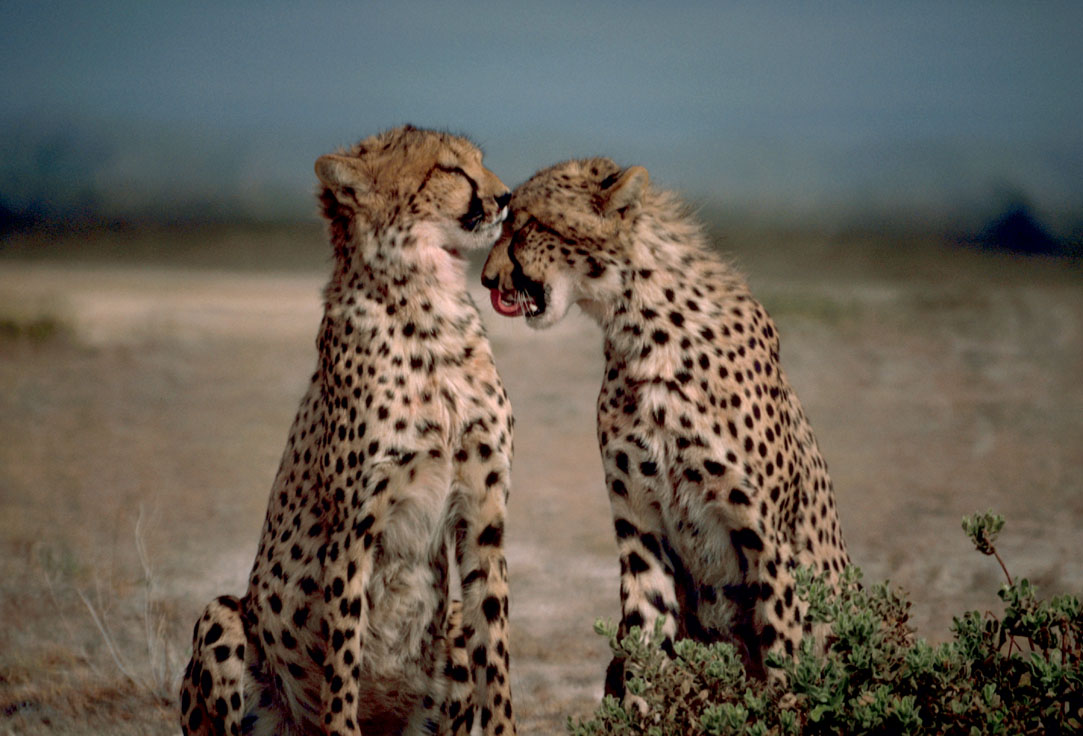
Dois guepardos

### Subespécies
- Guepardo-asiático, (Acinonyx jubatus venaticus), que também está presente no Norte da África (Argélia, Djibuti, Egito, Mali, Mauritânia, Marrocos, Níger, Tunísia e Saara Ocidental) e na Ásia (Afeganistão, Irã, Iraque, Israel, Jordânia, Omã, Paquistão, Arábia Saudita, Síria, e em uma pequena parte da Comunidade dos Estados Independentes).
- Guepardo-do-saara, (Acinonyx jubatus hecki), presente na África Ocidental (Benim, Burkina Faso, Gana, Mali, Mauritânia, Níger e Senegal).
- Guepardo-da-tanzânia, (Acinonyx jubatus raineyii), encontrada na África Oriental (Quênia, Somália, Tanzânia e Uganda).
- Guepardo-da-namíbia, (Acinonyx jubatus jubatus), situadas no Sul da África (Angola, Botsuana, República Democrática do Congo, Moçambique, Malawi, África do Sul, Tanzânia, Zâmbia, Zimbabué e Namíbia).
- Guepardo-do-sudão, (Acinonyx jubatus soemmeringii), pode ser encontrada na África Central, nos (Camarões, Chade, República Centro-Africana, Etiópia, Nigéria, Níger e Sudão).

Antigamente, os faraós, sultões e Babilônios usavam o guepardo como cão-de-guarda e para caçar antílopes, como se fossem galgos. A subespécie de guepardo mais ameaçada atualmente é a asiática, com pouco mais de 40 exemplares vivendo livremente na natureza, sem contar as populações isoladas e os exemplares que vivem em zoológicos espalhados ao redor do mundo, porém, ainda são estatísticas alarmantes.

### Guepardo-asiático

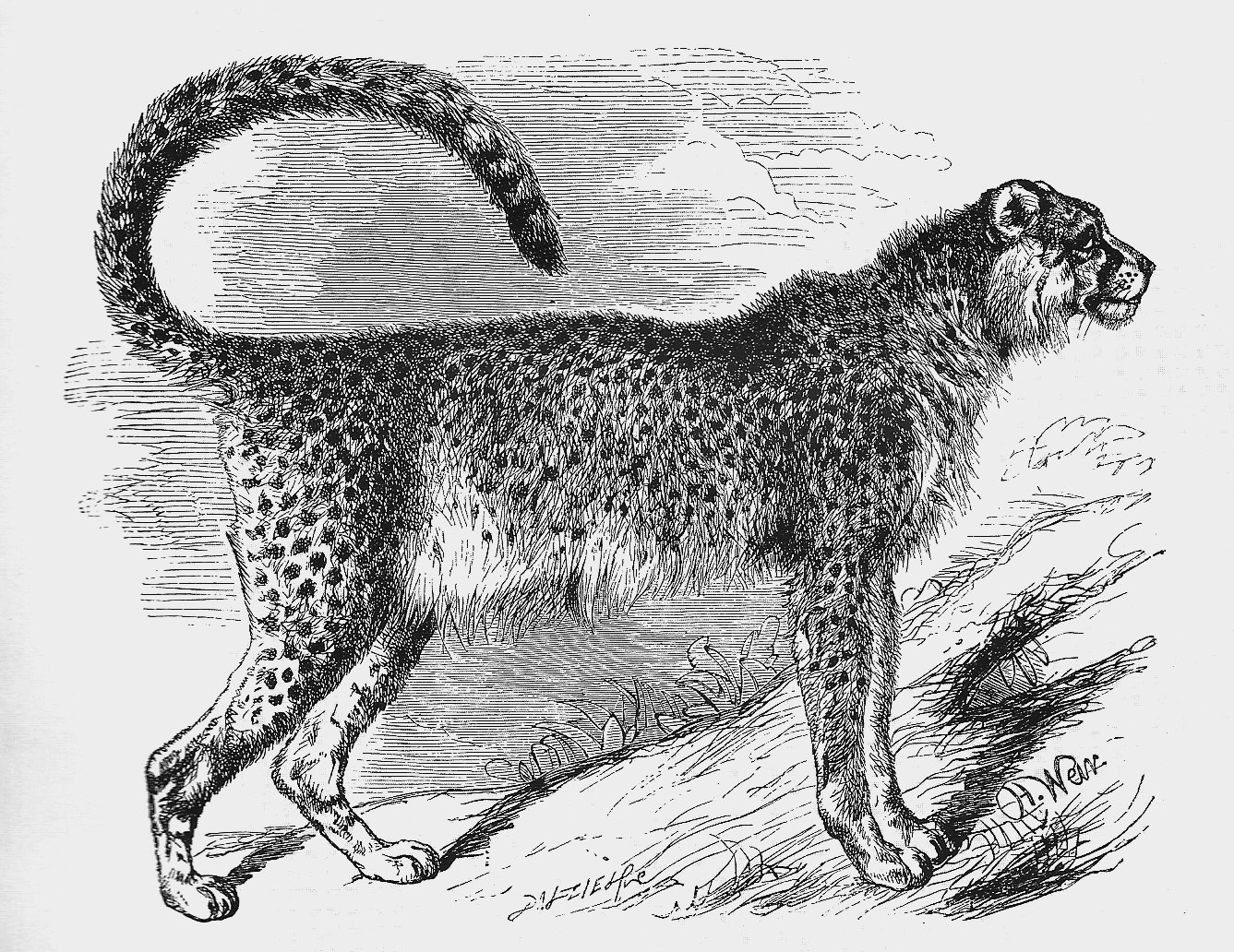
Ilustração de um guepardo asiático

O guepardo asiático, também conhecido como chita asiática (Acinonyx jubatus venaticus), é uma das mais raras e principais subespécies de guepardo, que é endêmica do Irã, embora seja vista com muita dificuldade em outros países do oriente médio. Já teve como habitat grande parte do Sudoeste Asiático, indo da Arábia ao Afeganistão, Paquistão, Irã e a Índia, particularmente abundante nos dois últimos. Está ameaçada pela caça, destruição do habitat e diminuição do número de suas presas devido a caça e competição com o gado doméstico. Dos cerca de 200 na década de 1970 permanecem de 40 a 70 exemplares nas zonas áridas do Irã de acordo com uma pesquisa de 2013 da Sociedade Iraniana de Guepardos (ICS, em inglês). Atualmente existe um programa para proteger o guepardo asiático, que é sediado também no Irã.
Um estudo genético de 2011 envolvendo animais de zoológicos, museus e da natureza de oito países concluiu que os guepardos asiáticos separaram-se dos africanos por volta de 32 000–67 000 anos atrás. Ásia é o lar do guepardo asiático e do leopardo-persa que também adota o deserto iraniano como lar. O Irã está atualmente desenvolvendo um programa para proteger a espécie.
É evidente que continue a investigação para a monitoração do guepardo asiático, e a instalação de uma câmera com o fim de estudar mais profundamente a subespécie. Junto ao leopardo-persa, o guepardo asiático é o único grande gato que ainda sobrevive no Oriente Médio. Anteriormente o leão também habitava a região.

### Guepardo "real"

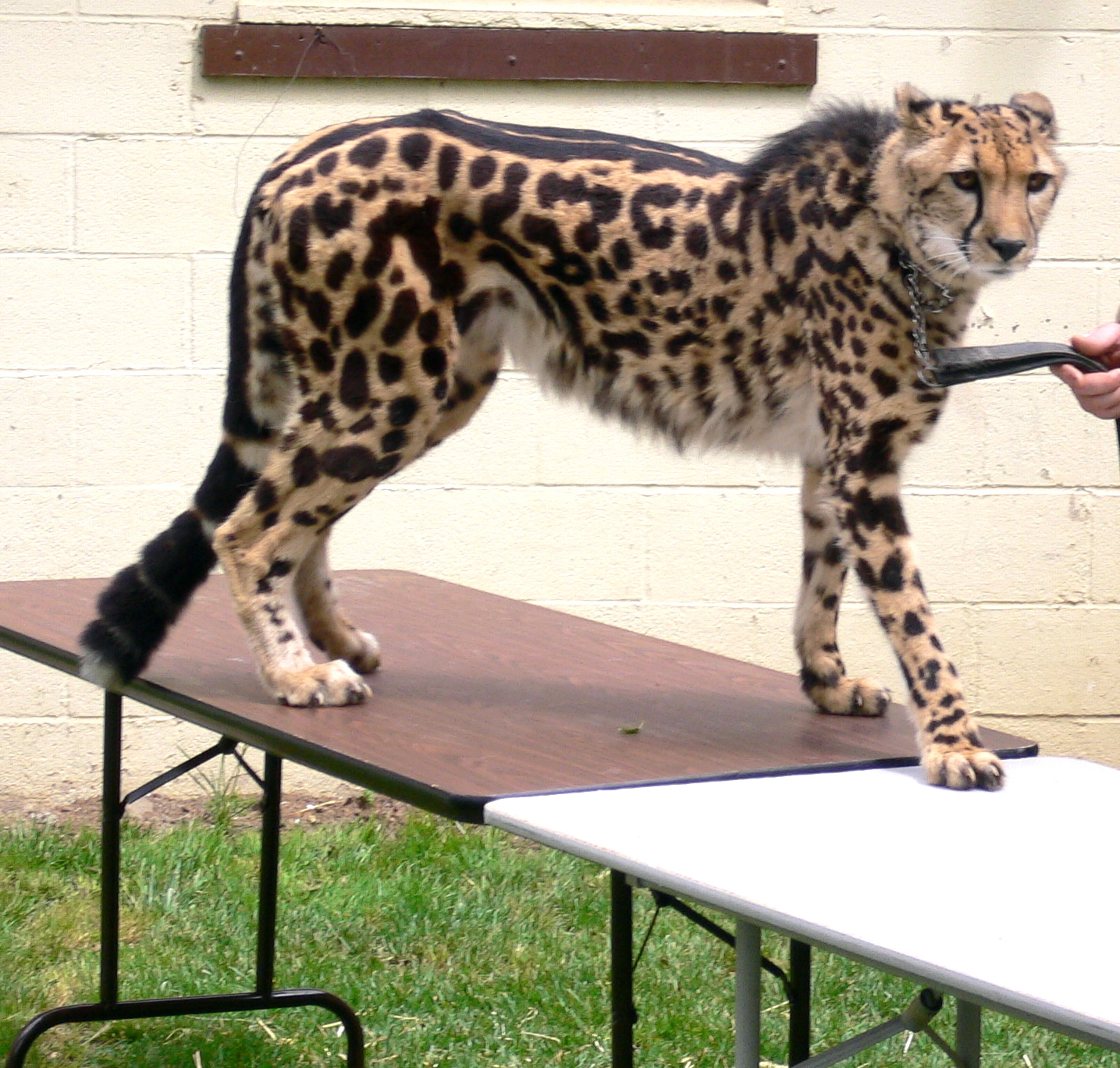
Guepardo "real" - note seu padrão peculiar e característico de pelagem

A primeira aparição do guepardo "real" foi na Rodésia do Sul, atual Zimbábue, no ano de 1926. O fazendeiro que havia comprado a pele, a doou ao museu em Harare e depois foi examinada pelo Major A. C. Copper que achou que fosse um híbrido de guepardo e leopardo. A pele foi então mandada para Reginald Innes Pocock no Museu Britânico que em 1927, classificou o "novo" animal como Acinonix rex. Alguns até sugeriram que era apenas uma forma aberrante e chegou-se até a sugerir um novo gênero Paracinonyx. Em 1939 Pocock revogou da classificação dada por ele. Pensava-se que era realmente uma nova espécie, quando, na realidade, trata-se de uma mutação que torna o sua pelagem diferente dos guepardos "comuns", que ao invés das tradicionais manchas redondas pequenas, existem manchas igualmente redondas, só que maiores e formando pequenas listras, e daí o nome científico Acinonyx rex, que hoje é considerado como inválido. Os nativos chamam este tipo de guepardo como "leopardo-hiena", e é considerado um animal sagrado pelos nativos, praticamente tanto quanto o leão branco.
O gene recessivo tem de estar presente em ambos os pais, pois a característica está no gene que se manifesta, e esta é apenas uma das razões por que é tão raro tanto na natureza, quanto nos jardins zoológicos.  Leia os primeiros relatos do guepardo "real" de que se tem notícia: manchas alongadas e fundidas, formando padrões irregulares, inclusive alterando espessura do pelo; Listras longas ao longo da coluna estendendo-se até à cauda; Como já mencionado no parágrafo acima, é geralmente encontrado no Zimbábue, onde foi registrada sua primeira aparição, nota-se também que é onde se encontra a maioria dos guepardos "reais", guepardos "reais" e guepardos "normais" podem ocorrer em uma mesma ninhada, pois o gene recessivo pode estar presente em guepardos "normais". Este tipo de guepardo é também um pouco maior que os outros.

### História evolutiva
Teriam evoluído na África durante a época Miocena (de há 26 milhões a 7,5 milhões anos atrás), antes de migrarem para a Ásia. Espécies extintas atualmente incluíam a Acinonyx pardinensis (da época Pliocena), muito maior que a chita atual, encontrada na Europa, Índia e China; a Acinonyx intermedius (Pleistoceno médio), com a mesma distribuição geográfica, e a Acinonyx kurteni, do período plioceno, encontrado na China.
Aventou-se recentemente, no entanto, que o gênero norte-americano Miracinonyx seria um exemplo de convergência evolutiva, constituindo-se então, não num parente próximo da atual chita, mas numa forma corredora do puma, ou suçuarana como é chamada no Brasil.

## Estado de conservação
Eles enfrentam ameaças como a perda de seu habitat e a caça clandestina. Além disso, crias de guepardo sofrem de elevados índices de mortalidade devido a fatores genéticos e à predação por parte de carnívoros que competem com esta espécie, como o leão e a hiena. Alguns biólogos defendem a teoria de que, em resultado da endogamia, o futuro da espécie possa estar comprometido. As chitas estão incluídas na lista de espécies vulneráveis da IUCN (no português, União Internacional pela Conservação da Natureza), como espécie africana ameaçada e subespécie asiática em situação crítica.

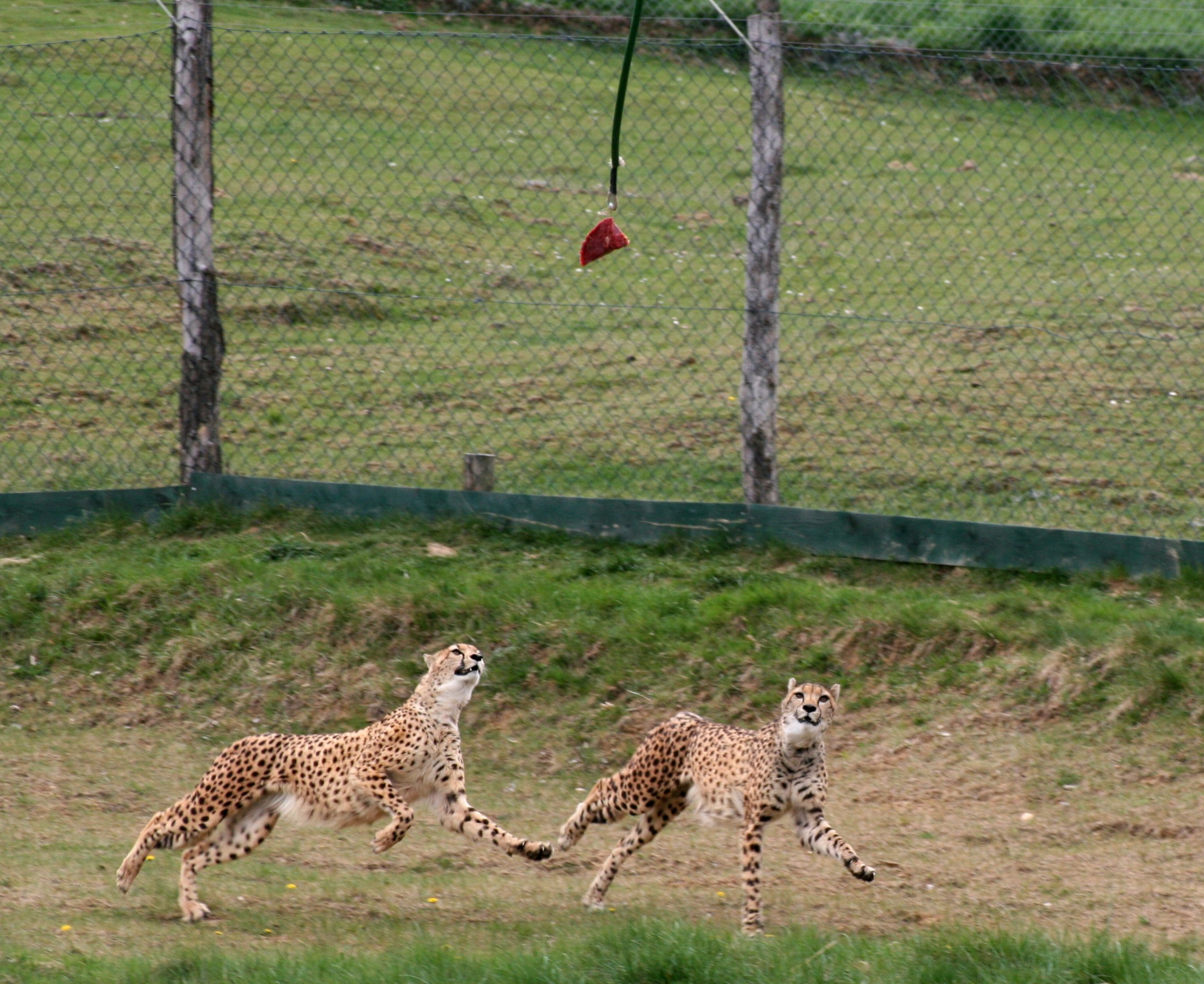
Guepardos em zoológico

Os guepardos foram perseguidos e caçados durante muito tempo pelos agricultores e pastores que os acusavam de matar os rebanhos. Quando tal espécie começou a ficar ameaçada de extinção, (vulnerável), promoveram-se inúmeras campanhas com o intuito de informar e educar ambiental e mentalmente os fazendeiros, incentivando-os a proteger este animal, e não matá-lo. O guepardo asiático também foi muito caçado, o que contribuiu para a diminuição desta subespécie, o motivo para esta excessiva caça também era a cobiçada pele e, como consequência, atualmente está em perigo crítico de extinção com entre 40 e 70 exemplares vivendo na natureza e outros vivendo em vários zoológicos do mundo. Recentemente, guepardos-asiáticos foram localizados para serem colarizados e monitorados, no Irã, para assegurar o futuro desta subespécie de guepardo.
É considerada uma espécie vulnerável no Apêndice I da CITES (Convenção sobre o Comércio Internacional das Espécies da Fauna e da Flora Silvestres Ameaçadas de Extinção). A população conhecida não é muito maior que 7000 e a população total provavelmente não ultrapassa 10000 indivíduos maduros. Em relação ao tamanho territorial, a Namíbia possui 2000 indivíduos, o maior número que atualmente pode ser apresentado. A Namíbia também possui o maior número de chitas saudáveis e como consequência, com uma boa diversidade genética, um quesito que os guepardos são carentes por razão do efeito de gargalo sofrido pela espécie.

### Importância econômica

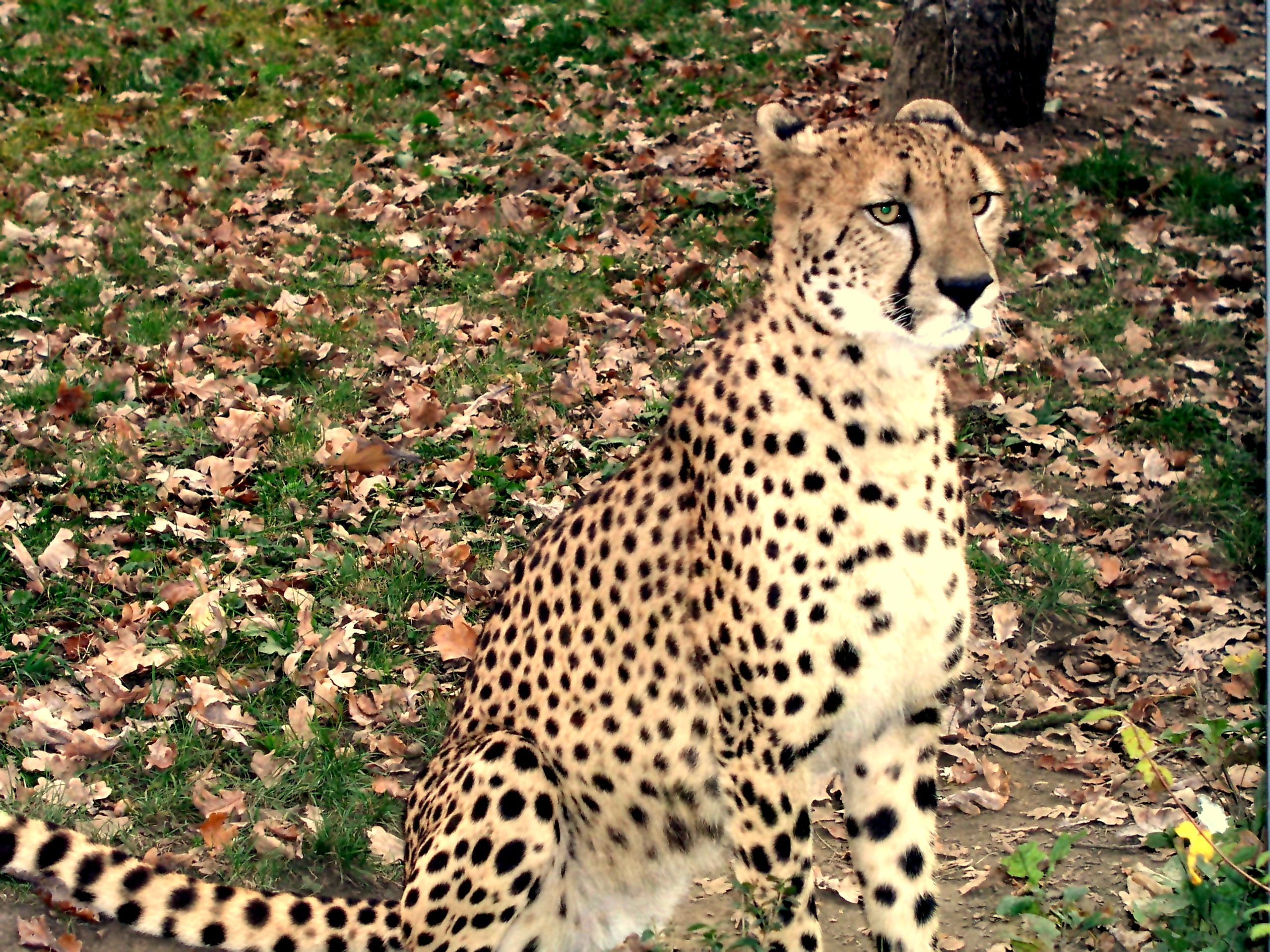
Guepardo em zoológico da Alemanha

A pele do guepardo, ou chita como é conhecido este felino, foi durante muito tempo, considerada como um símbolo de status. No Egito antigo era muito frequente a sua utilização como animal de estimação, já que os mesmos podem ser domesticados, com cautela, claro, por tratar-se de um animal selvagem. Hoje têm uma importância econômica crescente devido ao ecoturismo, além de se encontrarem vários exemplares distribuídos por jardins zoológicos em todo o mundo.
Como são muito menos agressivos que outros felinos de grande porte, as crias são facilmente vendidas como animais de estimação, principalmente na África, já que na Ásia é mais difícil de se capturar os filhotes devido à proteção que têm, principalmente no Irã, (na Ásia os guepardos são bem mais protegidos a este tipo de tráfico). Este comércio é ilegal na maioria dos países mas em países da Ásia Ocidental e nos Emirados Árabes Unidos ele ainda é legal se os guepardos tiverem nascidos em cativeiro.

## Referências culturais

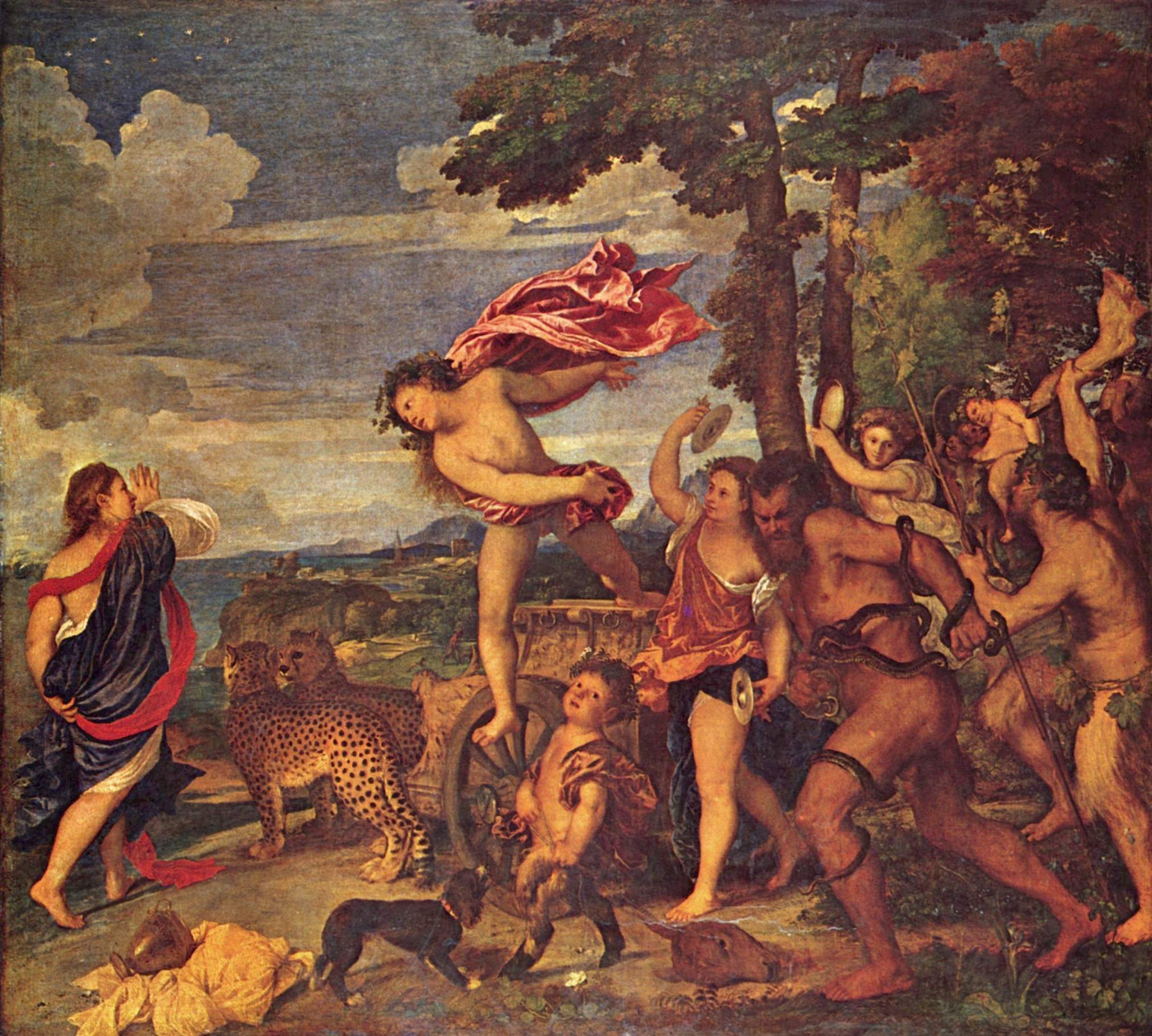
Baco e Ariadne, de Ticiano, 1523